# Beth Riesgraf
Beth Jean Riesgraf (Belle Plaine Minnesota, 24 de agosto de 1978) es una actriz estadounidense, más conocida por su interpretación de Parker en la serie Leverage.

## Trayectoria
Beth Riesgraf es la más joven de seis niñas. Ella acudió al instituto Cimarron-Memorial High School en Las Vegas, donde fue presidenta del cuerpo estudiantil, votada como la "más admirada", fue miembro del club de fotografía y se graduó con honores. Ella estuvo comprometida con el actor Jason Lee, con quien tiene un hijo, Pilot Inspektor Riesgraf-Lee. Ella apareció con Lee como Natalie Duckworth en la serie Me llamo Earl en 2005 y 2007, y en Alvin y las Ardillas como una madre en el supermercado en el año 2007. En 2008, Riesgraf salió como la novia sin nombre en el video musical oficial de "Cath", de Death Cab for Cutie. También en 2008, se convirtió en la coestrella del programa de televisión Leverage, interpretando a una exquisita ladrona de fama mundial que forma parte de un grupo de modernos Robin Hood o la versión moderna del Equipo A, que estafan, roban y timan a los ricos para darle ese dinero a aquellos a los que han estafado. Actualmente es una de las 5 estrellas de la exitosa serie, dotada de 5 temporadas, de trabajo fantástico y alucinante, como ella dice.

## Primeros años
Originaria de Belle Plaine (Minnesota), Riesgraf se graduó en la escuela secundaria Cimarro Memorial en Las Vegas, en Nevada, en 1996

## Vida Privada
Estuvo saliendo con Jason Lee desde 2001 a 2007 los dos estaban comprometidos para casarse. Juntos tienen un hijo nacido en septiembre de 2003.

## Filmografía

### Películas
| Año  | Película                     | Rol                | Notas           |
| ---- | ---------------------------- | ------------------ | --------------- |
| 2000 | The Summer of My Deflowering | Megan David        |                 |
| 2002 | Scorcher                     | Krissy             |                 |
| 2003 | I Love Your Work             | Fotógrafo          |                 |
| 2007 | Alvin y las ardillas         | Madre en la tienda |                 |
| 2008 | Struck                       | Amber              |                 |
| 2009 | Nobody                       | Edie               | (posproducción) |
| 2015 | Shut In                      | Anna Rook          |                 |

### TV
| Año                        | Serie                   | Rol                          | Notas                                                                       |
| -------------------------- | ----------------------- | ---------------------------- | --------------------------------------------------------------------------- |
| 1999                       | Undressed               | Loretta                      | episodios desconocidos                                                      |
| 2001                       | Spin City               | Waitress                     | (1 episodio)                                                                |
| 2005                       | How I Met Your Mother   | Chica que trabaja con Carlos | (1 episodio)                                                                |
| 2005                       | The Stereo Sound Agency | Varios                       |                                                                             |
| 2007                       | Insatiable              |                              | episodios desconocidos                                                      |
| 2007                       | My Name is Earl         | Natalie Duckworth            | (2 episodios)                                                               |
| 2007                       | Big Shots               |                              | (1 episodio)                                                                |
| 2007                       | Sin Rastro              | Kelly Schmidt                | (T6 Ep. 5: "Run")                                                           |
| 2008-2012 2020- actualidad | Leverage                | Parker                       | Personaje principal                                                         |
| 2011                       | NCIS                    | Maxine                       | 1 episodio                                                                  |
| 2012-2013 2017/2020        | Mentes criminales       | Dra Maeve Donovan            | (3 episodios temporada 8,1 episodio temporada 12, 4 episodios temporada 15) |
| 2013                       | El Mentalista           | Kira                         | 1 episodio                                                                  |
| 2015                       | The Librarians          | Dama del Lago                | 1 episodio                                                                  |
| 2019                       | Stranger Things         | Madre de Billy               | 1 episodio                                                                  |
| 2020                       | Legends of Tomorrow     | Serial Killer                | 1 episodio                                                                  |